# Alexandr Yelizárov
Alexandr Matvéyevich Yelizárov –en ruso, Александр Матвеевич Елизаров– (Viazovka, 7 de marzo de 1952) es un deportista soviético que compitió en biatlón.
Participó en los Juegos Olímpicos de Innsbruck 1976, obteniendo en total dos medallas, oro en la prueba por relevos y bronce en la individual. Ganó cuatro medallas en el Campeonato Mundial de Biatlón entre los años 1975 y 1977.

## Palmarés internacional
| Juegos Olímpicos   | Juegos Olímpicos      | Juegos Olímpicos  | Juegos Olímpicos |
| Año                | Lugar                 | Medalla           | Prueba           |
| ------------------ | --------------------- | ----------------- | ---------------- |
| 1976               | Innsbruck (Austria)   | Medalla de oro    | Relevos          |
| 1976               | Innsbruck (Austria)   | Medalla de bronce | Individual       |
| Campeonato Mundial |                       |                   |                  |
| Año                | Lugar                 | Medalla           | Prueba           |
| 1975               | Anterselva (Italia)   | Medalla de plata  | Velocidad        |
| 1975               | Anterselva (Italia)   | Medalla de plata  | Relevos          |
| 1976               | Anterselva (Italia)   | Medalla de plata  | Velocidad        |
| 1977               | Lillehammer (Noruega) | Medalla de oro    | Relevos          |